# Parexarnis poecila
Parexarnis poecila är en fjärilsart som beskrevs av Alphéraky 1888. Parexarnis poecila ingår i släktet Parexarnis och familjen nattflyn. Inga underarter finns listade i Catalogue of Life.